# Small (journal)
Pour les articles homonymes, voir Small.
 Small (abrégé en Small) est une revue scientifique à comité de lecture qui publie des articles dans le domaine des nanotechnologies.
D'après le Journal Citation Reports, le facteur d'impact de ce journal était de 15,153 en 2021. Actuellement, les directeurs de publication sont Chad Mirkin (université Northwestern, États-Unis), Harald Fuchs (université de Münster, Allemagne) et Toshio Yanagida (université d'Osaka, Japon).